# Verbena radicata
Verbena radicata — вид трав'янистих рослин родини Вербенові (Verbenaceae), ендемік Аргентини.

## Опис
Рослина заввишки 7–15 см. Листки черешкові, трикутні, 3–5-сегментні, голі, сегменти довгасто-лінійні, лопатеві. Суцвіття колосоподібне. Віночок довжиною 12–14 мм, бузковий чи трояндовий.

## Поширення
Ендемік Аргентини. Зростає на сухих трав'янистих місцевостях на висотах 0–1000 м.